# Richard Riley
Richard Wilson Riley, född 2 januari 1933 i Greenville County i South Carolina, är en amerikansk jurist och demokratisk politiker. Han var South Carolinas guvernör 1979–1987 och USA:s utbildningsminister 1993–2001.
Riley utexaminerades från Furman University 1954 och avlade därefter juristexamen vid University of South Carolina 1959.
Riley efterträdde 1979 James B. Edwards som South Carolinas guvernör och efterträddes 1987 av Carroll Campbell. Som utbildningsminister efterträdde han 1993 Lamar Alexander. Efter åtta ministerår återvände han sedan till sin advokatpraktik.